# Māris
Māris ist ein lettischer männlicher Vorname, abgeleitet von Marius.

## Namensträger
- Māris Bičevskis (* 1991), Eishockeyspieler
- Māris Bružiks (* 1962), Leichtathlet
- Māris Gailis (* 1951), Politiker und Unternehmer
- Māris Jass (* 1985), Eishockeyspieler
- Māris Jučers (* 1987), Eishockeytorwart
- Māris Krakops (* 1978), Schachspieler
- Māris Kučinskis (* 1961), lettischer Politiker, vom 11. Februar 2016 bis zum 23. Januar 2019 Ministerpräsident
- Māris Purgailis (1947–2022), Politiker,  Bürgermeister
- Māris Riekstiņš (* 1963), Diplomat und Politiker, Außenminister
- Māris Sirmais (* 1969), lettischer Dirigent
- Māris Štrombergs (* 1987), BMX-Radsportler
- Māris Urtāns (* 1981), lettischer Leichtathlet (Kugelstoßen)
- Māris Vartiks (* 1987), Billardspieler
- Māris Verpakovskis (* 1979), Fußballspieler
- Māris Veršakovs (* 1986), Handballspieler